# 토리 히긴스
토리 히긴스(Tory Higgins, 1946년 3월 12일 ~ )는 캐나다의 심리학자이다. 사회심리학 분야에서 다양한 연구를 진행하였으며, 조절초점이론을 처음으로 제안하였다.

## 같이 보기
- 결정 이론
- 의사결정
- 인지
- 동기 부여
- 자기 조절
- 조절초점이론